# Frederickena
Genre
Frederickena est un genre de passereaux de la famille des Thamnophilidae.

## Liste des espèces
Selon la classification de référence du Congrès ornithologique international (version 6.4, 2016) :
- Frederickena viridis — Batara à gorge noire, Fourmilier à gorge noire (Vieillot, 1816)
- Frederickena unduliger — Batara ondé (Pelzeln, 1868)
  - Frederickena unduliger diversa (Zimmer, JT, 1944)
  - Frederickena unduliger unduliger (Pelzeln, 1868)
  - Frederickena unduliger pallida (Zimmer, JT, 1944)
- Frederickena fulva — Batara roux (Zimmer, JT, 1944)